# Kaina Yoshio
Kaina Yoshio (født 28. juni 1998) er en japansk fodboldspiller, som spiller for den japanske fodboldklub Vegalta Sendai.